# محمد المنيس
محمد عبد العزيز عبد الكريم المنيس توفي في عام (1939)، سياسي وتاجر وأحد قادة الحركة الديمقراطية الاصلاحية في الكويت عام (1938 - 1939).

## عن حياته
ولد محمد المنيس في شرق بمدينة الكويت وتُوفي فيها أيضًا. والتحق بالمدرسة المباركية وبعد تخرجه تفرغ لتجارة والده عبد العزيز المنيس، لينخرط بعدها مع الحركات الشبابية المطالبة بالديمقراطية، حتى أصبح عضوًا ناشطًا في الحركة السياسية المعروفة «بالكتلة الوطنية» والتي طالبت بإحداث إصلاحات سياسية واقتصادية واجتماعية بالكويت، وكانت تُعبر عن مصالح التجار المتضررة من تسلط البريطانيين على مقدرات البلاد وشؤونها من خلال إتفاقية الحماية المفروضة عام 1899 ومن خلال اتفاقية التنقيب عن النفط التي أبرمت عام 1934.

## إعدامه في ساحة الصفاة

ساحة الصفاة التي إعدم فيها محمد المنيس

تم اعتقال محمد المنيس في مارس 1939 على خلفية نشاطه السياسي الرافض لتعطيل أعمال المجلس التشريعي الكويتي الثاني، وجرى اقتياده مخفورًا إلى السجن في منطقة «بهيتة» قرب قصر السيف في مدينة الكويت مرورًا بالسوق الداخلي الأمر الذي أدى إلى حدوث الاشتباك وسط المتجمهرين في الساحة والذي على أثره تم اطلاق الرصاص وقُتل فيه رفيقه محمد عبد العزيز القطامي وجرح فيه يوسف المرزوق ، وفي اليوم ذاته تم تنفيذ حكم الإعدام بالرصاص في ساحة الصفاة.

## حياته العائلية
محمد المنيس متزوج ولديه من الأبناء:
- جاسم محمد المنيس.
- عبد الرزاق محمد المنيس.
- عبد القادر محمد المنيس.
- سليمان محمد المنيس.
- خالد محمد المنيس.
- يوسف محمد المنيس.